# Wet-sumpsysteem

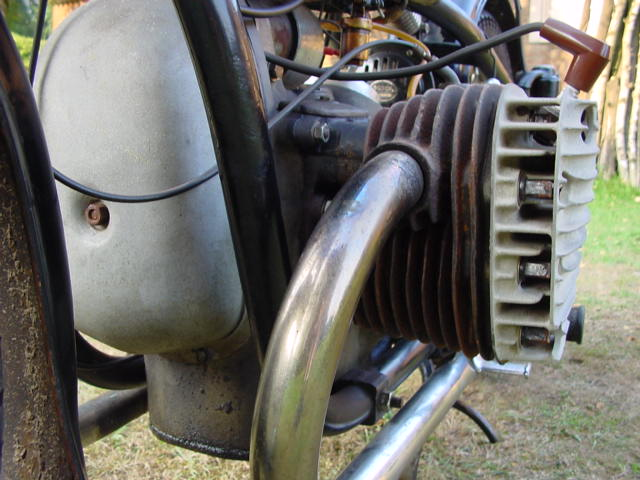
Kenmerkend voor een wet-sumpsysteem: de oliepan onder het motorblok

Een wet-sumpsysteem (letterlijk: nat cartersysteem) is een smeersysteem voor viertaktmotoren waarbij de smeerolie in het carter (oliepan) wordt meegevoerd.
Dit heeft als voordeel dat er slechts één oliepomp nodig is en daardoor is de constructie eenvoudiger dan bij een dry-sumpsysteem. De olie, die zijn smerende en koelende werk in de motor heeft gedaan, "regent" vanzelf terug in de oliepan. Omdat deze van dun plaatstaal óf aluminium met koelribben is gemaakt, wordt de olie daar door de rijwind gekoeld. Het peilen van de olie is met een wet-sumpsysteem eenvoudig, omdat de oliepeilstok in de oliepan steekt.
Er zijn ook nadelen: een hoger motorblok, minder bodemvrijheid en een carterpan die kwetsbaar is voor steenslag. Ook bestaat bij sommige motoren de kans dat de krukas bij een te hoog oliepeil de olie tot schuim opklopt, waarbij deze zijn smeereigenschappen verliest. Bij snelle auto's kan door de optredende g-kracht in bochten de olie naar één kant van de oliepan worden gedrukt, waardoor de oliepomp "droog" valt en de smering uitvalt. Daarom worden ook deze auto's soms met een dry-sumpsysteem uitgevoerd. Motorfietsen met wet-sumpsysteem hebben geen problemen in de bocht; de motorfiets helt in de bocht, waardoor de olie door de krachten gelijk in het carter blijft liggen. Vanwege de benodigde bodemvrijheid hebben terreinmotoren meestal een dry-sumpsysteem. 